# Saxifraga fritschiana
Saxifraga fritschiana är en stenbräckeväxtart som beskrevs av L. Keller. Saxifraga fritschiana ingår i Bräckesläktet som ingår i familjen stenbräckeväxter. Inga underarter finns listade i Catalogue of Life.